# Lambic
Pour les articles ayant des titres homophones, voir Lambiek, lambig et Lambique.
Cet article possède un paronyme, voir Alambic.
Le lambic (lambiek ou encore lambik en néerlandais) est une bière de fermentation spontanée, en principe exclusivement produite dans la vallée de la Senne (sud de Bruxelles) et dans le Pajottenland (ouest de Bruxelles). C'est une bière plus ou moins acide selon son âge, sans pétillant ni mousse, et titrant environ 5 degrés d'alcool. Elle est consommée telle quelle et sert aussi de base pour la production du faro, de la gueuze et de la kriek.

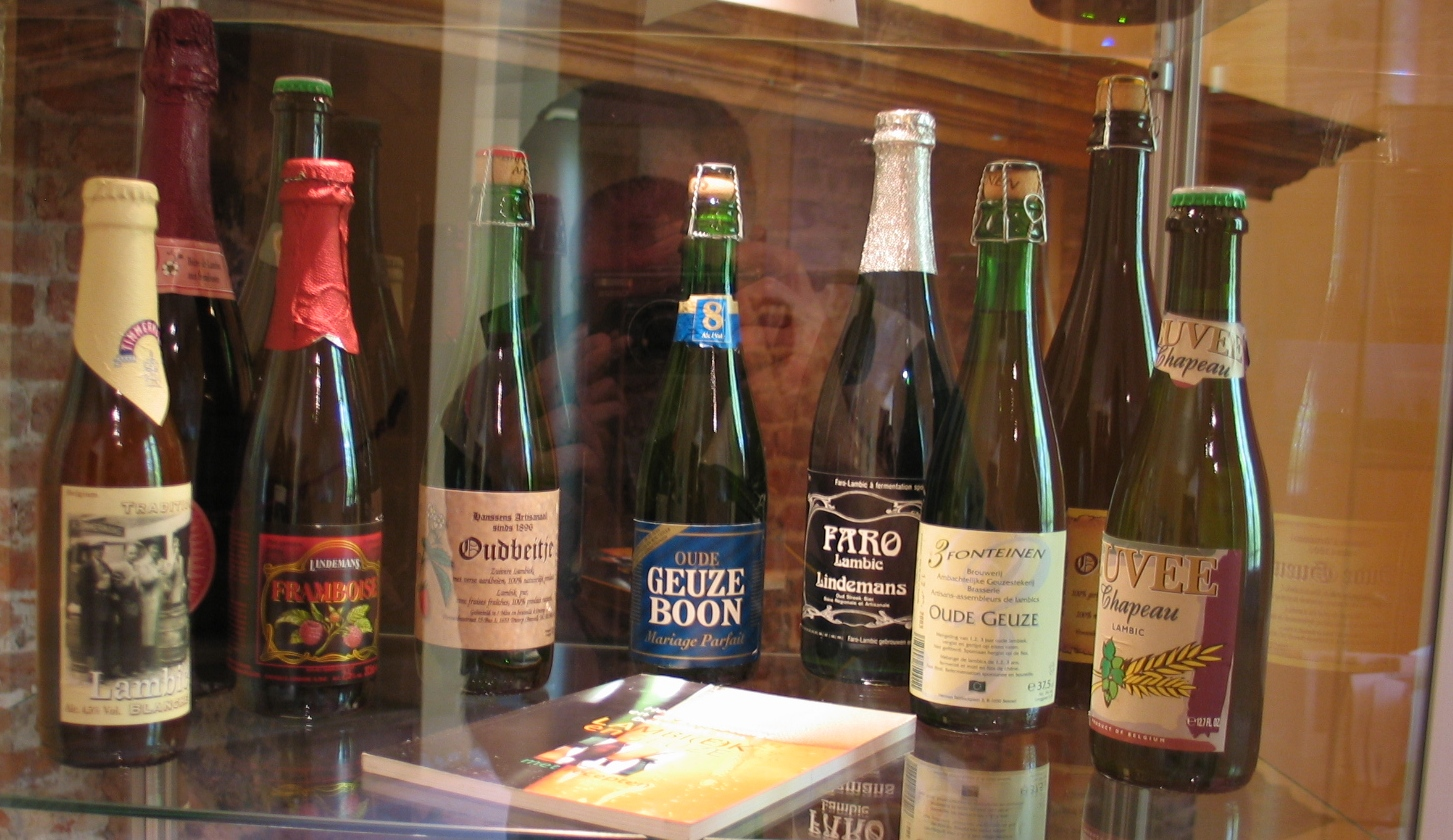
Quelques exemples de bières à base de lambic

## Histoire

### Origine
Une bière appelée « allambique » apparaît pour la première fois en 1794, à Bruxelles. Le faro, qui est une bière de la même famille, est mentionné dans un contexte bruxellois en 1721, et apparaît dans le paiement d'une dîme à Asse en 1775.
Une première description de l'application de la fermentation spontanée est donnée en 1829, dans un texte qui est aussi parmi les premiers à mentionner la « geuze-bier » qui sera bientôt connue sous le nom de « gueuze ». À la fin du XIXe siècle, la gueuze, sous la forme d'un lambic refermenté en bouteille devient de plus en plus populaire, comme le krieken-lambic.

### Étymologie
La première mention de lambic est sous la forme « allambique », qui semble être dérivée du mot alambic. Localement, on produit du genièvre par distillation du grain dans les alambics. En raison de la ressemblance entre les alambics et les cuves de brassage on parlait de « bière d'alambic ».

Logo de la STG

### Protection de l'appellation
Depuis 1997, les bières de lambic bénéficient de la mention STG (Spécialité traditionnelle garantie).
Toutefois cette mention ne garantit pas la provenance géographique et les définitions Faro, Geuze et Kriek sont trop imprécises pour constituer une garantie sérieuse de qualité. Les mentions Vieille Gueuze et Vieille Kriek sont en revanche plus fiables.
À la même époque, l'Union européenne a rendu obligatoire l'étiquetage et la mention d'une date limite d'utilisation optimale (DLUO) remplacée par la date de durabilité minimale (DDM) en octobre 2019. Auparavant les bouteilles de gueuze et de kriek étaient simplement marquées d'un trait à la chaux blanche ou rouge.

## Brassage

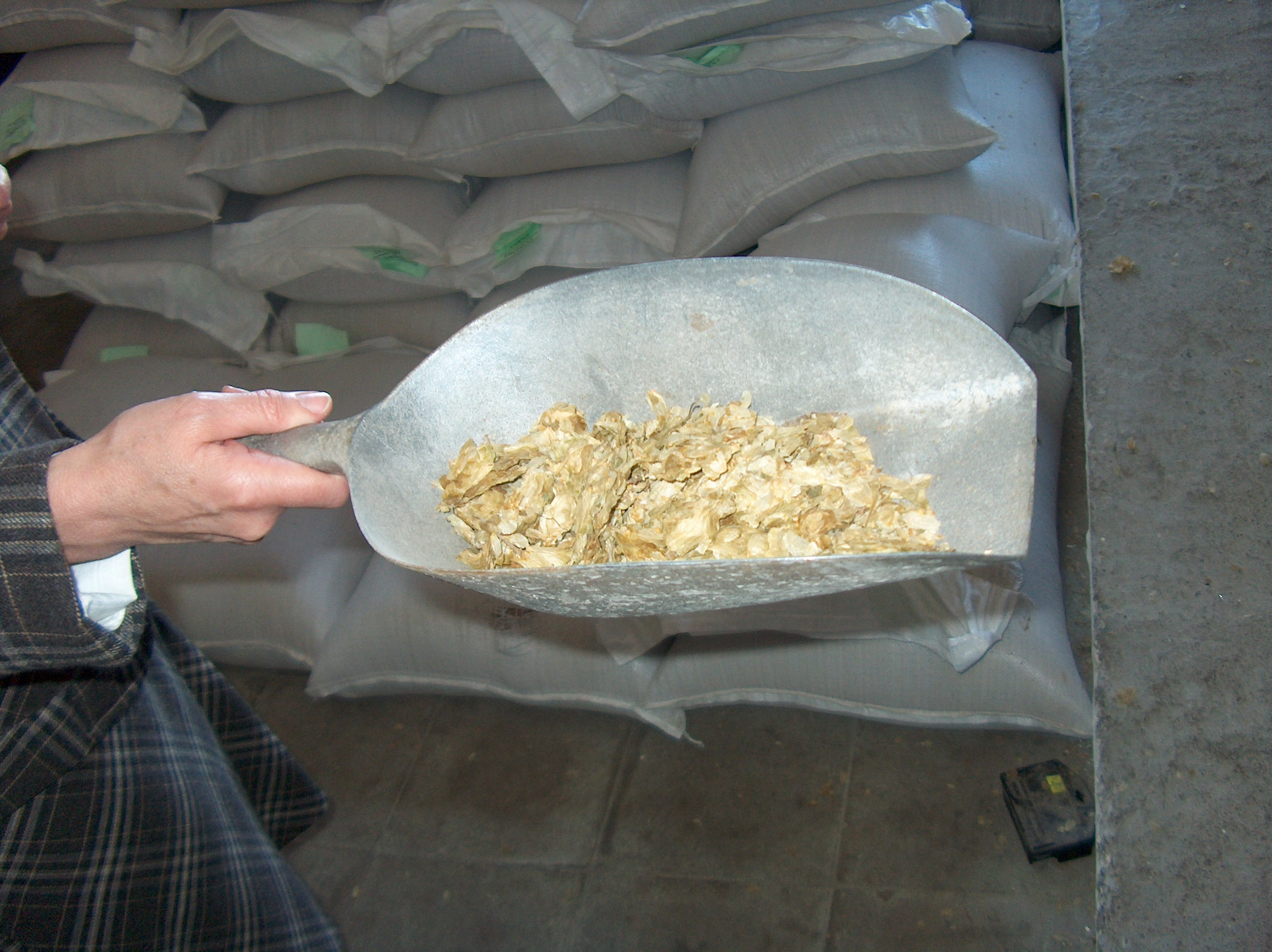
Houblon suranné

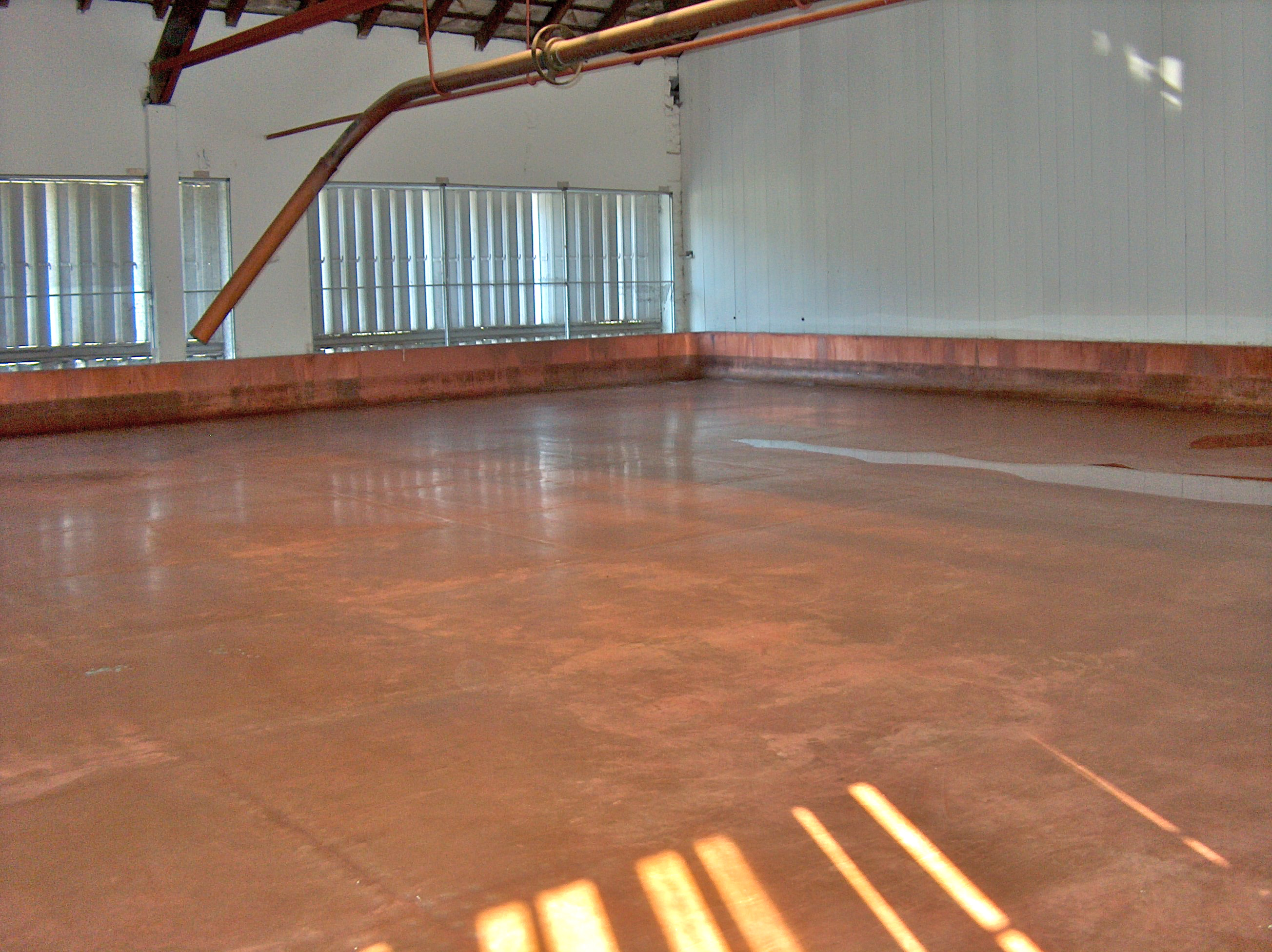
Cuve ouverte, large et peu profonde, pour le refroidissement du lambic et son ensemencement par les levures ambiantes après cuisson

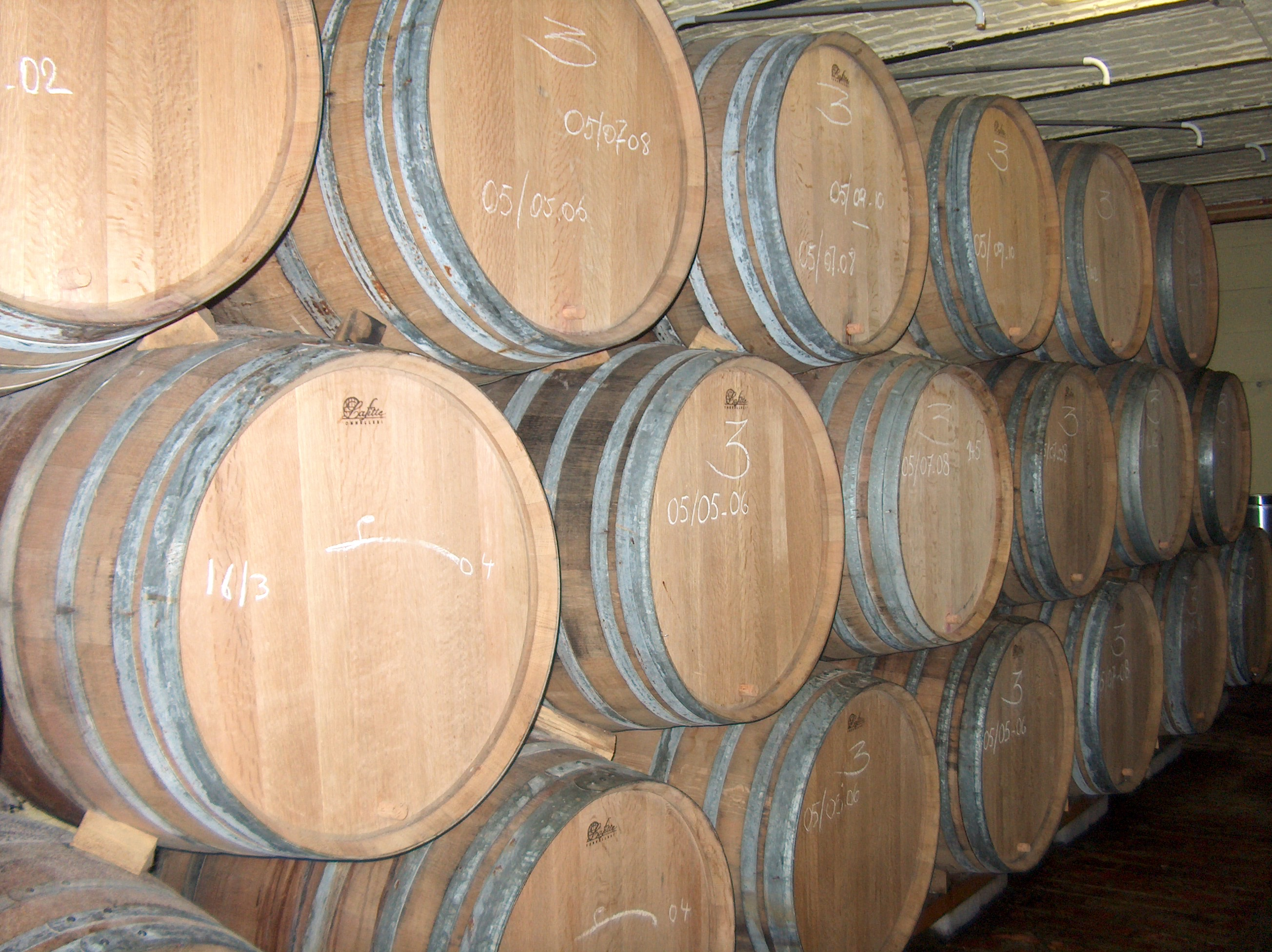
Barriques de lambic traditionnelles en bois, des indications à la craie permettent d'identifier le brassin

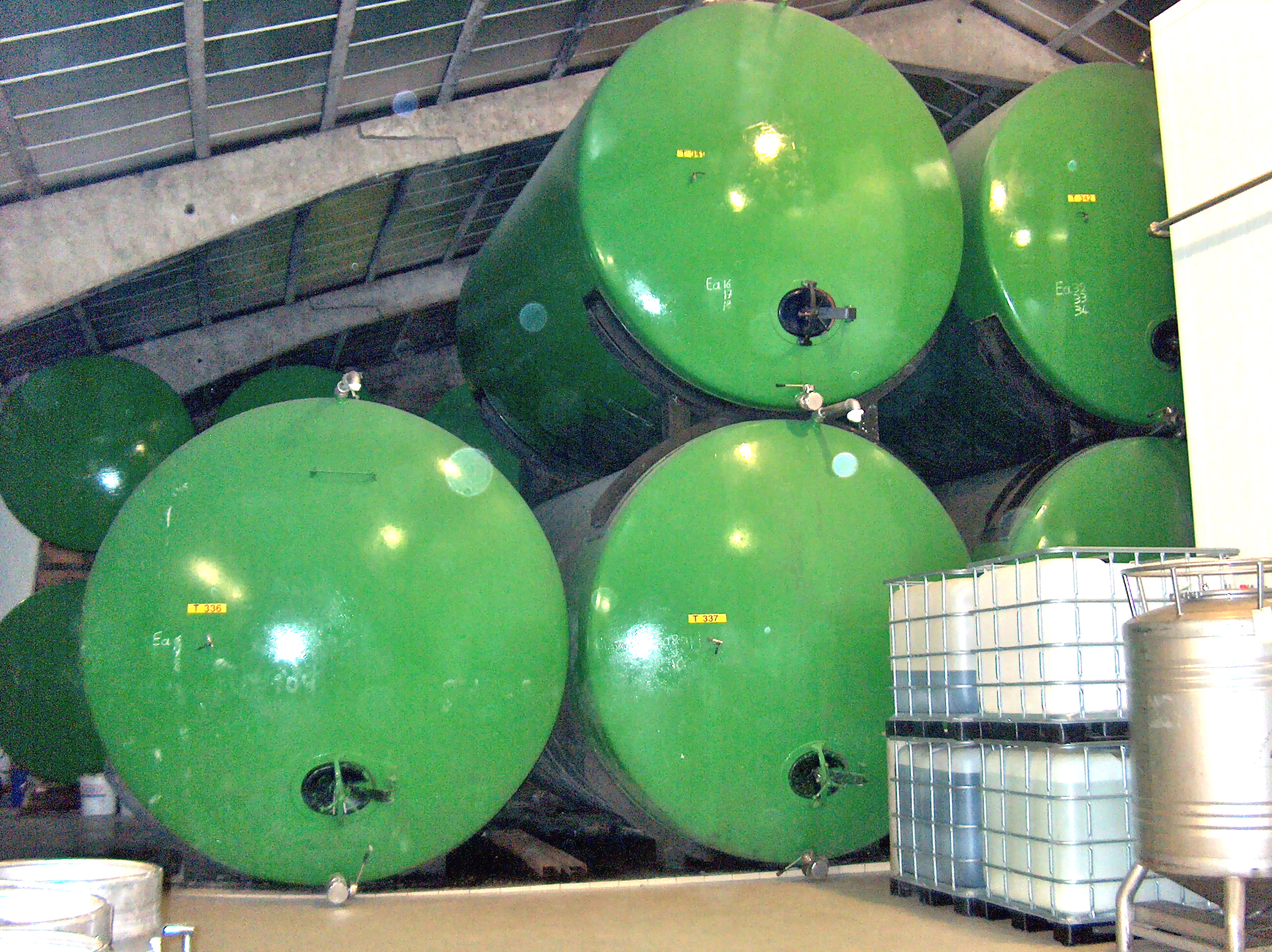
Fûts industriels de lambic

Les lambics sont brassés à partir d'environ 50-70 % de malt d'orge et 30-50 % de froment.
Au cours de la cuisson, on ajoute du houblon suranné (âgé de 2 à 3 ans).
Le moût est ensuite versé dans un bac refroidisseur très large et peu profond, en général installé sous le toit. Là, il refroidit à l'air libre durant une nuit, où il est ensemencé par des bactéries et des levures sauvages dont Brettanomyces bruxellensis et Brettanomyces lambicus, caractéristiques de la vallée de la Senne et du Pajottenland. Il n'y a pas d'ajout de levure contrairement aux ales ou aux pils. On parle de fermentation spontanée. Le procédé n'est utilisé que d'octobre à mai suivant l'adage : « En hiver, brasse qui veut ; en été, brasse qui peut. » Le reste de l'année il fait trop chaud, la bière ne refroidit pas assez vite et l'air est trop riche en bactéries nuisibles.
Le moût ensemencé est ensuite transféré en barriques de chêne ou châtaignier où il fermente et devient lambic. Ces barriques sont généralement achetées d'occasion à des producteurs de vin ou de porto en raison du prix élevé des barriques neuves. Elles sont entretenues et conservées le plus longtemps possible. La maturation du lambic peut durer plus de trois ans. Le processus est complexe ; certaines levures et bactéries sont rapidement très actives, d'autres se manifestent plus tard. Ceci est le procédé pour la méthode traditionnelle. Pour la méthode industrielle on emploie des fûts en métal.[réf. nécessaire]

## Différents lambics
- le lambic (lambiek ou lambik en néerlandais)

Il s'agit d'une bière vieille de six à douze mois (lambic jeune) ou même jusqu'à trois ans (lambic vieux) environ, trouble, avec peu de pétillant. Elle n'est pas conditionnée en bouteille et on n'en trouve que dans certains cafés.
- la gueuze (geuze en néerlandais)

La gueuze est produite par un assemblage de lambics jeunes et vieux qui provoque une refermentation secondaire en bouteille produisant le pétillant. Elle titre de 5 à 8 % vol. Elle est souvent qualifiée de « champagne de la bière ». Ses points communs avec le vin de Champagne sont l'utilisation de bouteilles de champagne et le fait qu'il s'agisse d'un assemblage de différents millésimes. Par contre on n'ajoute pas de liqueur de tirage. La gueuze n'est donc pas produite par une méthode champenoise.
- le faro

Le faro est un lambic adouci par l'ajout de sucre candi brun qui lui confère un goût caramélisé. C'est sous cette forme que le lambic était autrefois majoritairement consommé. Le succès de la pils et le développement de la gueuze et la kriek, permis par l'amélioration de la solidité des bouteilles et l'emploi de bouteilles à champagne, l'ont presque fait disparaître. Le faro doit être consommé assez rapidement car le sucre candi relance la fermentation. Malgré cette DLUO courte, quelques brasseurs proposent aujourd'hui du faro en bouteille.
- la kriek et autres lambics aux fruits

Les lambics fruités, notamment à la cerise (kriek), à la pêche (Pêcheresse) ou à la framboise, sont produits par le mélange de lambic jeune avec des fruits, sous forme de fruits entiers, de pulpe, ou de jus. S'ils sont présents, la peau, le noyau ainsi que les levures présentes sur le fruit participent à l'élaboration du goût. Les cerises utilisées pour la kriek ont un goût suret et le sucre qu'elles apportent se transforme en alcool. Les vraies krieks ont un goût très peu sucré. On trouve aussi des lambics au cassis, au citron, à la pèche… Pour des raisons autant pratiques qu'économiques (la saison des fruits est courte et les fruits sont souvent importés), on utilise parfois des fruits congelés avec un résultat convenable. Par contre, l'utilisation de jus ou de sirop pour les productions industrielles de certains brasseurs produit des bières fort sucrées plus apparentées à de la limonade qu'à de la bière-lambic.

## Brasseurs et coupeurs
Les brasseurs et les coupeurs commercialisent tous au moins de la gueuze et de la kriek à l'exception de la gueuzerie Tilquin ne produisant pas de kriek. Chez la plupart on trouve aussi de la framboise. Quelques-uns vendent du lambic ou du faro ainsi que des lambics aromatisés avec d'autres fruits. En Belgique elles sont commercialisées sous les marques et sous-marques :
| Brasserie/Gueuzerie                                                         | Village (Commune)               | Province            | Marque                            | Variétés des bières                                   | Production annuelle en hl | Membre HORAL | Géolocalisation                   |
| --------------------------------------------------------------------------- | ------------------------------- | ------------------- | --------------------------------- | ----------------------------------------------------- | ------------------------- | ------------ | --------------------------------- |
| Brasserie Angerik                                                           | Dilbeek                         | Brabant flamand     | Cuvée Kluysbosch                  | Lambic-cidre, Lambic-figuiers, Framboise              | /                         | /            | 50° 51′ 00,93″ N, 4° 14′ 45,36″ E |
| Brasserie Belle-Vue (fait partie d'AB InBev)                                | Leeuw-Saint-Pierre              | Brabant flamand     | Belle-Vue                         | Gueuze, Kriek, Framboise                              | +0030 000, (2017)         | /            | 50° 47′ 55″ N, 4° 17′ 12″ E       |
| Brasserie Boon                                                              | Lembecq (Hal)                   | Brabant flamand     | Boon                              | Gueuze, Faro, Kriek, Framboise                        | +0014 000, (2011)         | HORAL        | 50° 42′ 41″ N, 4° 13′ 09″ E       |
| Brasserie Cantillon                                                         | Anderlecht                      | Bruxelles           | Cantillon                         | Gueuze, Kriek, Framboise, Autres fruits               | +0004 500, (2018)         | /            | 50° 50′ 30″ N, 4° 20′ 07″ E       |
| Gueuzerie De Cam                                                            | Gooik                           | Brabant flamand     | De Cam                            | Gueuze, Lambic, Faro, Kriek                           | +0 000100, (2009)         | HORAL        | 50° 47′ 45″ N, 4° 06′ 51″ E       |
| Brasserie De Troch                                                          | Wambeek (Ternat)                | Brabant flamand     | Chapeau                           | Gueuze, Faro, Kriek, Framboise, Autres fruits         | +0004 000, (2014)         | HORAL        | 50° 51′ 10″ N, 4° 09′ 51″ E       |
| Brasserie Drie Fonteinen                                                    | Beersel                         | Brabant flamand     | Drie Fonteinen, Doesjel, Armand'4 | Gueuze, Lambic, Kriek                                 | +0001 000,(*) (2010)      | /            | 50° 46′ 00″ N, 4° 18′ 28″ E       |
| Brasserie Girardin                                                          | Chapelle-Saint-Ulric (Dilbeek)  | Brabant flamand     | Girardin                          | Gueuze, Lambic, Faro, Kriek, Framboise                | +0005 000, (2004)         | /            | 50° 52′ 30″ N, 4° 14′ 03″ E       |
| Gueuzerie Hanssens                                                          | Tourneppe (Beersel)             | Brabant flamand     | Hanssens                          | Gueuze, Kriek, Fraise                                 | +0 000300, (2010)         | HORAL        |                                   |
| Brasserie Lindemans                                                         | Vlezenbeek (Leeuw-Saint-Pierre) | Brabant flamand     | Lindemans                         | Gueuze, Lambic, Faro, Kriek, Framboise, Autres fruits | 125 000 (2021)            | HORAL        | 50° 48′ 57″ N, 4° 12′ 45″ E       |
| Brasserie Mort Subite ex De Keersmaeker (fait partie d'Alken-Maes<Heineken) | Kobbeghem (Asse)                | Brabant flamand     | Mort Subite                       | Gueuze, Lambic, Faro, Kriek, Framboise, Autres fruits | +0050 000, (2006)         | HORAL        | 50° 54′ 39″ N, 4° 14′ 59″ E       |
| Brasserie Omer Vander Ghinste (ex Bockor)                                   | Bellegem (Courtrai)             | Flandre-Occidentale | Jacobins, Max                     | Gueuze, Faro, Kriek, Framboise, Autres fruits         | +0090 000,(*) (2014)      | /            | 50° 46′ 36″ N, 3° 16′ 45″ E       |
| Gueuzerie Oud Beersel                                                       | Beersel                         | Brabant flamand     | Oud Beersel                       | Gueuze, Lambic, Kriek                                 | +0001 000, (2010)         | HORAL        | 50° 45′ 31″ N, 4° 18′ 03″ E       |
| Gueuzerie Tilquin                                                           | Bierghes (Rebecq)               | Brabant wallon      | Tilquin                           | Gueuze, Autres fruits                                 | +0 000600, (2014)         | HORAL        | 50° 41′ 36″ N, 4° 06′ 42″ E       |
| Brasserie Timmermans (fait partie de la Martin's Finest Beer Selection)     | Itterbeek (Dilbeek)             | Brabant flamand     | Timmermans                        | Gueuze, Lambic, Faro, Kriek, Framboise, Autres fruits | +0015 000, (2006)         | HORAL        | 50° 50′ 24″ N, 4° 14′ 50″ E       |
| Brasserie Van Honsebrouck                                                   | Ingelmunster                    | Flandre-Occidentale | Saint-Louis                       | Gueuze, Lambic, Kriek, Framboise, Autres fruits       | +0075 000, (2004)         | /            | 50° 55′ 17″ N, 3° 14′ 08″ E       |

(*) Production totale de la brasserie comprenant aussi le brassage d'autres types de bières que des lambics.

### Remarques
- De Neve à Schepdael, brasserie rachetée en 1990 par la brasserie Belle-Vue et fermée en 1992.
- Moriau, coupeur de lambic dont la brasserie Boon a racheté le nom.
- Vander Linden, brasserie fermée en 1998 dont la brasserie Boon a racheté le nom.
- La Mort subite était originellement brassée par la brasserie Vossen rue des capucins à Bruxelles. La brasserie De Keersmaeker à Kobbeghem racheta la bière mort-subite dans les années septante et commença à la brasser à Kobbeghem. En 2008, la brasserie De Keersmaeker pris le nom de brasserie Mort-Subite.

## Production
La production de bière à base de lambic était en 2004 d'environ 500 000 hl, soit environ 0,035 % de la production mondiale de bière. La production est assurée à 29 % par les brasseurs et coupeurs du HORAL, 29 % par les 2 brasseries situées hors de la région traditionnelle du lambic, 42 % par la brasserie Belle-Vue, et le restant par la brasserie Cantillon :

## Événements
Depuis 1992, les Opstalse Bierpallieters organisent le Week-end de la Fermentation Spontanée qui donne l'occasion de goûter environ soixante-cinq bières différentes, majoritairement à base de lambic .
Depuis 1997, les années impaires, le HORAL organise le Tour de gueuze (Toer de geuze en néerlandais) qui permet de visiter les brasseries membres et de goûter leurs bières.
Depuis 2004, les années paires, In de Verzekering tegen de grote dorst, un "geuzecafé" typique à Eizeringen (Lennik) organise La nuit de la grande soif qui est un festival international de la gueuze et de la kriek.